# Наркулов, Усманали
Усманали Наркулов — советский узбекистанский хозяйственный деятель, Герой Социалистического Труда.

## Биография
Родился в 1928 году на территории современного Андижанского района Андижанской области. Член КПСС с 1955 года.
В 1953—1967 — колхозник, в 1967—1990 — бригадир колхоза «XIX партсъезд» Андижанского района Андижанской области.
Указом Президиума Верховного Совета СССР от 11 января 1957 года присвоено звание Героя Социалистического Труда с вручением ордена Ленина и золотой медали «Серп и Молот».
Умер после 1990 года в Андижанской области.

## Награды и звания
- Герой Социалистического Труда (11.01.1957)
- Орден Ленина (11.01.1957)